# Eurytoma stigmi
Eurytoma stigmi är en stekelart som beskrevs av William Harris Ashmead 1895. Eurytoma stigmi ingår i släktet Eurytoma och familjen kragglanssteklar. Inga underarter finns listade i Catalogue of Life.